# کمبریج (مین)
کمبریج (به انگلیسی: Cambridge) یک منطقهٔ مسکونی در ایالات متحده آمریکا است که در شهرستان سامرست، مین واقع شده‌است. کمبریج ۵۰٫۱۹ کیلومتر مربع مساحت و ۴۴۳ نفر جمعیت دارد و ۱۰۳ متر بالاتر از سطح دریا واقع شده‌است.